# Notti europee
Notti europee è un programma televisivo italiano di genere rotocalco, talk show e sportivo che si occupa di calcio, in onda su Rai 2 dal 2004 al 2012 e su Rai 1 dal 2016 ogni quattro anni, in occasione del campionato europeo di calcio, cambiando titolo a seconda della manifestazione.
Va in onda in tarda serata, dalle 23:10 all'una di notte, dopo una breve edizione del TG1, nel periodo di circa un mese durante il quale si svolge la competizione.

## Edizioni

### Prima edizione (Notti Europee - I figli di Eupalla, 2004)
- Evento seguito: Campionato Europeo di calcio 2004
- Conduttori: Linus e Paola Ferrari
- Inviate: Marina Graziani e Laura Gauthier
- Direzione musicale: i Balentes
- Regista: Enrico Rimoldi
- Rete: Rai 2

### Seconda edizione (Notti Europee, 2008)
- Evento seguito: Campionato Europeo di calcio 2008
- Conduttori: Iacopo Volpi e Simona Rolandi
- Opinionisti: Teo Teocoli, Sandro Mazzola ed Evaristo Beccalossi
- Rete: Rai 2

### Terza edizione (Notti Europee, 2012)
- Evento seguito: Campionato Europeo di calcio 2012
- Conduttori: Andrea Fusco e Simona Rolandi
- Opinionisti: Iacopo Volpi, Gian Piero Galeazzi, Serse Cosmi e Gene Gnocchi
- Rete: Rai 2
- Note: un'altra trasmissione prodotta dalla Rai per seguire gli Europei di quell'anno fu Stadio Europa, condotto su Rai 1 da Paola Ferrari e Franco Lauro con la presenza in studio di Gian Piero Gasperini, Emiliano Mondonico, Ivan Zazzaroni ed Enrico Varriale.

### Quarta edizione (Il grande match, 2016)
- Evento seguito: Campionato Europeo di calcio 2016
- Conduttori: Flavio Insinna e Marco Mazzocchi
- Opinionisti: Katia Serra, Arrigo Sacchi, Federico Balzaretti, Marco Tardelli ed Enrico Varriale
- Cast fisso: Gialappa's Band
- Direzione musicale: Angelo Nigro
- Note: ulteriore copertura al torneo fu data dalla trasmissione mattutina di Rai 2 Il caffè degli Europei con Simona Rolandi e Vincent Candela[1][2]

### Quinta edizione (Notti europee, 2021)
- Evento seguito: Campionato Europeo di calcio 2020
- Conduttori: Marco Lollobrigida e Danielle Madam
- Opinionisti: Domenico Marocchino, Spillo Altobelli, Bruno Gentili, Ana Quiles, Tiziano Pieri, Paolo Paganini e Luca Toni[3].
- Rete: Rai 1

### Sesta edizione (Notti europee, 2024)
- Evento seguito: Campionato Europeo di calcio 2024
- Conduttori: Paola Ferrari e Marco Mazzocchi[4][5]
- Opinionisti fissi: Ubaldo Righetti[5], Eraldo Pecci, Mauro Bergonzi, Giusy Meloni[5] e in collegamento Tony Damascelli[5], Alessandro Antinelli e Furio Zara
- Opinionisti ricorrenti: Valeria Ciardiello[5], Fulvio Collovati[5], Serse Cosmi, Max Giusti, Emanuela Aureli e in collegamento Daniele Adani, Andrea Stramaccioni, Antonio Di Gennaro, Alberto Rimedio, Stefano Bizzotto, Leonardo Bonucci, Umberto Martini, Gianfranco Zola, Walter Sabatini e Marco Rossi.
- Puntate - 22 (14 giugno 2024 - 14 luglio 2024)
- Rete: Rai 1